# Saint-Cirgues-la-Loutre
Saint-Cirgues-la-Loutre este o comună în departamentul Corrèze din centrul Franței. În 2009 avea o populație de 193 de locuitori.

## Evoluția populației
| An        | 1975 | 1982 | 1990 | 1999 | 2006 | 2009 |
| --------- | ---- | ---- | ---- | ---- | ---- | ---- |
| Populație | 304  | 267  | 230  | 188  | 194  | 193  |